# ورزشگاه همپدن پارک
همپدن پارک (به انگلیسی: Hampden Park) ورزشگاهی در شهر گلاسکو و ورزشگاه خانگی باشگاه فوتبال کویینز پارک و تیم ملی فوتبال اسکاتلند است.
این ورزشگاه در سال ۱۹۰۳ میلادی ساخته شده و ظرفیت آن ۵۲٬۰۶۳ است. بازی فینال لیگ قهرمانان اروپا ۲۰۰۲ که مابین دو تیم بایر لورکوزن و رئال مادرید انجام شد و با برتری تیم رئال مادرید همراه بود در این ورزشگاه برگزار شده‌است.
ورزشگاه همپدن پارک یکی از ورزشگاه‌های مورد استفاده در بازی‌های المپیک تابستانی ۲۰۱۲ است.